# SMS Lika (1913)
SMS Lika – austro-węgierski niszczyciel z początku XX wieku. Czwarta jednostka typu Tátra. 29 grudnia 1915 roku „Lika” razem z bliźniaczym SMS „Triglav” zatonęła w pobliżu Durrës na minie. W 1917 roku w służbie zastąpił ją kolejny niszczyciel tego samego typu, również noszący nazwę „Lika”.
„Lika” wyposażona była w cztery kotły parowe opalane ropą i dwa opalane węglem. Współpracowały one z dwoma turbinami parowymi AEG-Curtis. Okręt uzbrojony był w dwie pojedyncze armaty kalibru 100 mm L/50 (po jednej na dziobie i rufie), sześć pojedynczych armat 66 mm L/45 (po trzy na każdej burcie), oraz dwie podwójne wyrzutnie torped kalibru 450 mm.